# Ivolândia
| \| Ivolândia \|                           |
| Lage der Ortschaft Ivolândia in Brasilien |
| Ivolândia                                 |

| Ivolândia |

Ivolândia, amtlich portugiesisch Município de Ivolândia, ist eine brasilianische politische Gemeinde im Bundesstaat Goiás. Sie liegt westsüdwestlich der brasilianischen Hauptstadt Brasília und westlich von Goiânia, der Hauptstadt des Bundesstaates.
Benannt ist der Ort nach dem Pionier Ivo Moreira Neves.

## Geographische Lage
Ivolândia grenzt
- im Norden an die Gemeinden Amorinópolis und Moiporá
- im Osten Cachoeira de Goiás
- im Südosten an Paraúna
- im Südwesten an Caiapônia